# Gazu hyakki yagyō
Gazu hyakki yagyō (画図百鬼夜行? lett. "La parata notturna illustrata dei cento demoni") è il primo album dell'artista giapponese Toriyama Sekien della celebre serie Gazu hyakki yagyō e-hon, pubblicato nel 1776. L'album è un bestiario soprannaturale, contenente fantasmi, spiriti, apparizioni e mostri che provengono soprattutto dalla letteratura, dal folclore e da altre arti giapponesi. Queste immagini hanno esercitato una profonda influenza sull'immaginario successivo degli yōkai in Giappone.
Come riportato in un'intervista rilasciata dal regista Yasushi Kawamura diverse creature presenti in quest'opera sono state adoperate sia nel manga Gantz nello specifico nella missione chiamata "Nurarihyon Alien Mission" e nel lungometraggio ad esso collegato del 2016 Gantz: O.
Le diverse creature sono così descritte e rappresentate:

## Lista di creature

### Primo volume
il primo volume (陰) del Gazu hyakki yagyō comprende le seguenti creature:

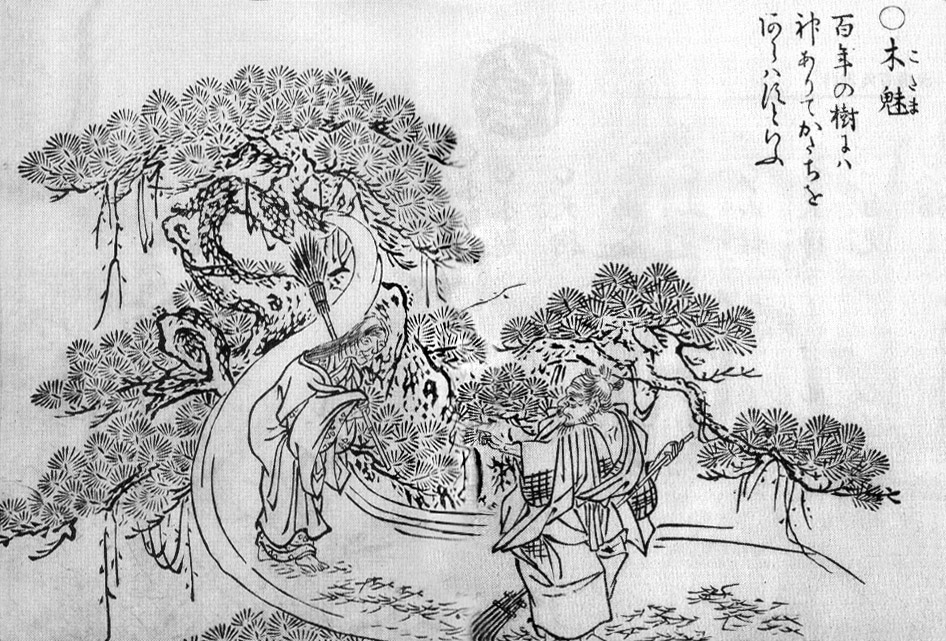
Kodama (木魅?) : commento di Sekien: uno spirito (kami) di cui si dice che compaia tra gli alberi centenari. (百年の樹には神ありてかたちをあらはすといふ。?)
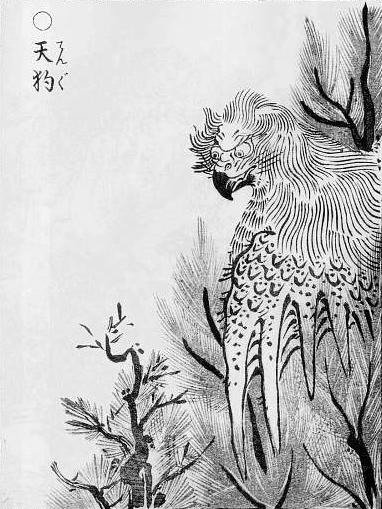
Tengu (天狗?) è un demone uccello popolare nel folclore giapponese.
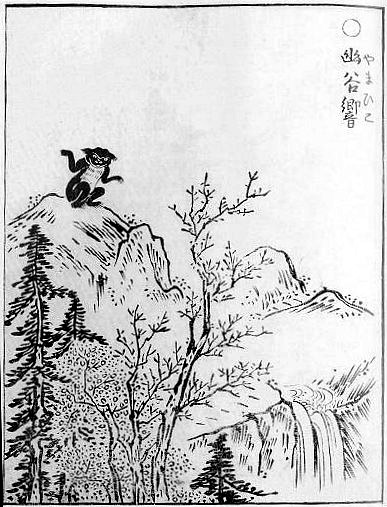
Yamabiko (幽谷響?) significa eco, Sekien probabilmente voleva dire che questo spirito imiti i suoni nelle montagne.
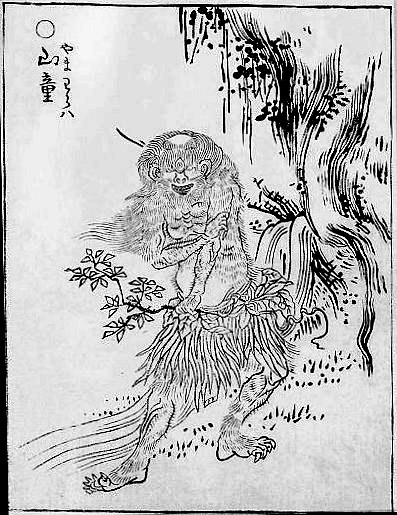
Yamawarawa (山童?), comunemente detto yamawaro, è una creatura che vive sulle montagne, originario del Kyūshū, a volte considerato come la forma del Kappa in inverno.
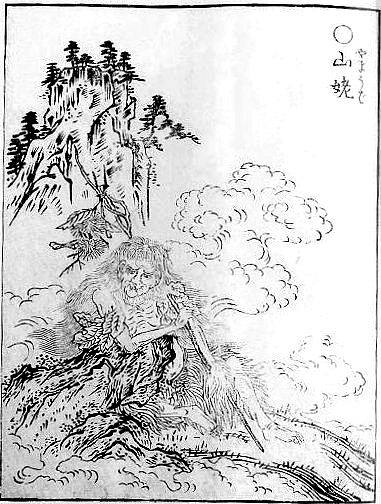
Yamauba (山姥?) la strega delle montagne è una costante delle storie popolari giapponesi.
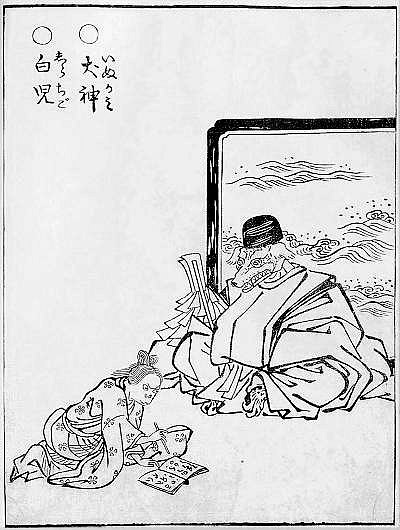
Inugami (犬神?) è un cane spirito che fa un'offerta per certe famiglie di Shikoku. Sekien lo dipinge sotto forma antropomorfa, portante un cappello eboshi. È accompagnato da una piccola creatura chiamata  Shirachigo (白児?) che potrebbe essere una creazione di Sekien.
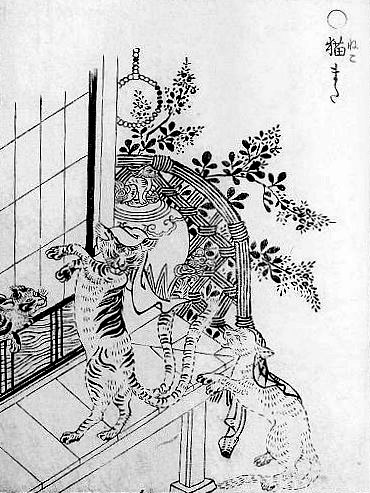
Nekomata (猫股?) è un gatto la cui coda biforcuta indica è divenuto una pericolosa creatura soprannaturale.
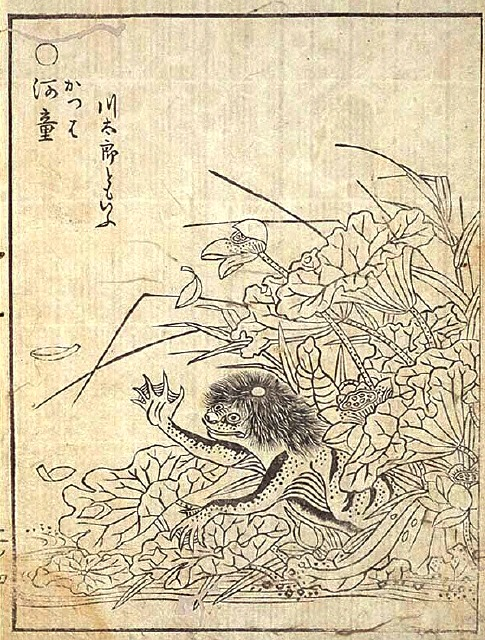
Kappa (河童?) è uno spirito delle acque molto famoso. commento di Sekien: È anche chiamato kawatarō. (川太郎ともいふ。?)
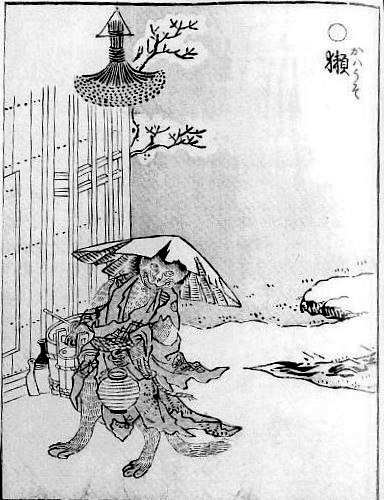
Kawauso (獺?) è una lontra di fiume che cerca di apparire in forma.
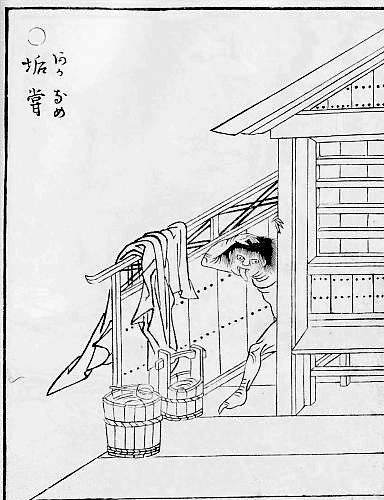
Akaname (垢嘗?) è una creatura che Sekien illustra in agguato dentro ad una latrina. Il suo nome significa lecca-sporcizia, non è quindi difficile capire l'uso della sua lingua sporgente.
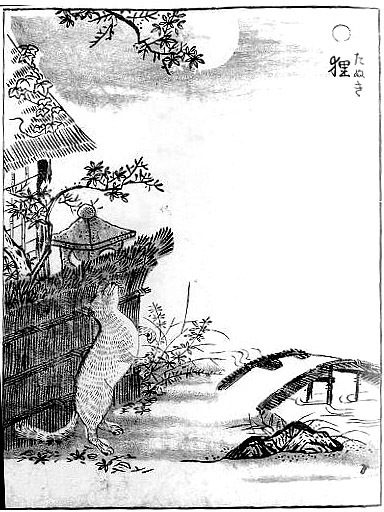
Tanuki (狸?) è un cane procione che appare frequentemente nel folclore giapponese.
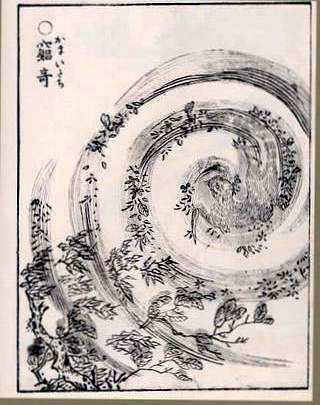
Kamaitachi (鎌鼬?) è uno spirito del vento vorticoso. Sekien è il primo ad immaginarlo come una donnola.
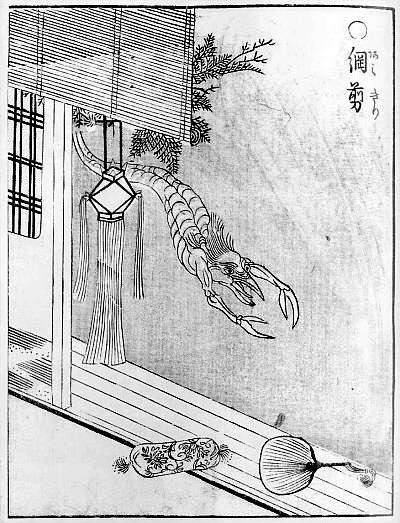
Amikiri (網剪?) è illustrato da Sekien come una piccola creatura che somiglia ad un serpente colla testa d'uccello e delle chele d'aragosta. il suo nome significa taglio netto.
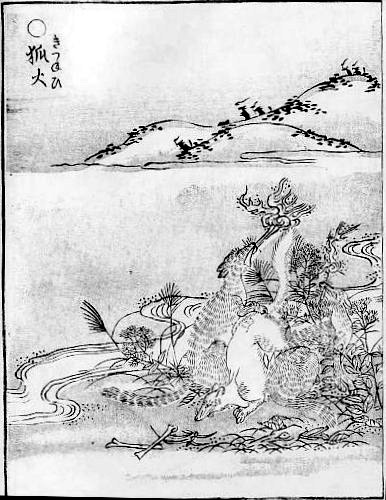
Kitsunebi (狐火?) è un fuoco fatuo creato da delle volpi.

### Secondo volume
Il secondo volume (陽) del Gazu hyakki yagyō comprende le seguenti creature:

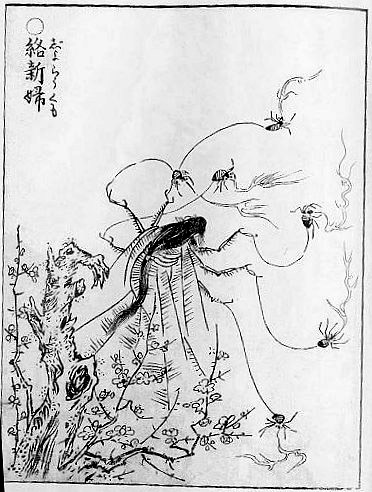
Jorōgumo (絡新?) è una donna ragno.
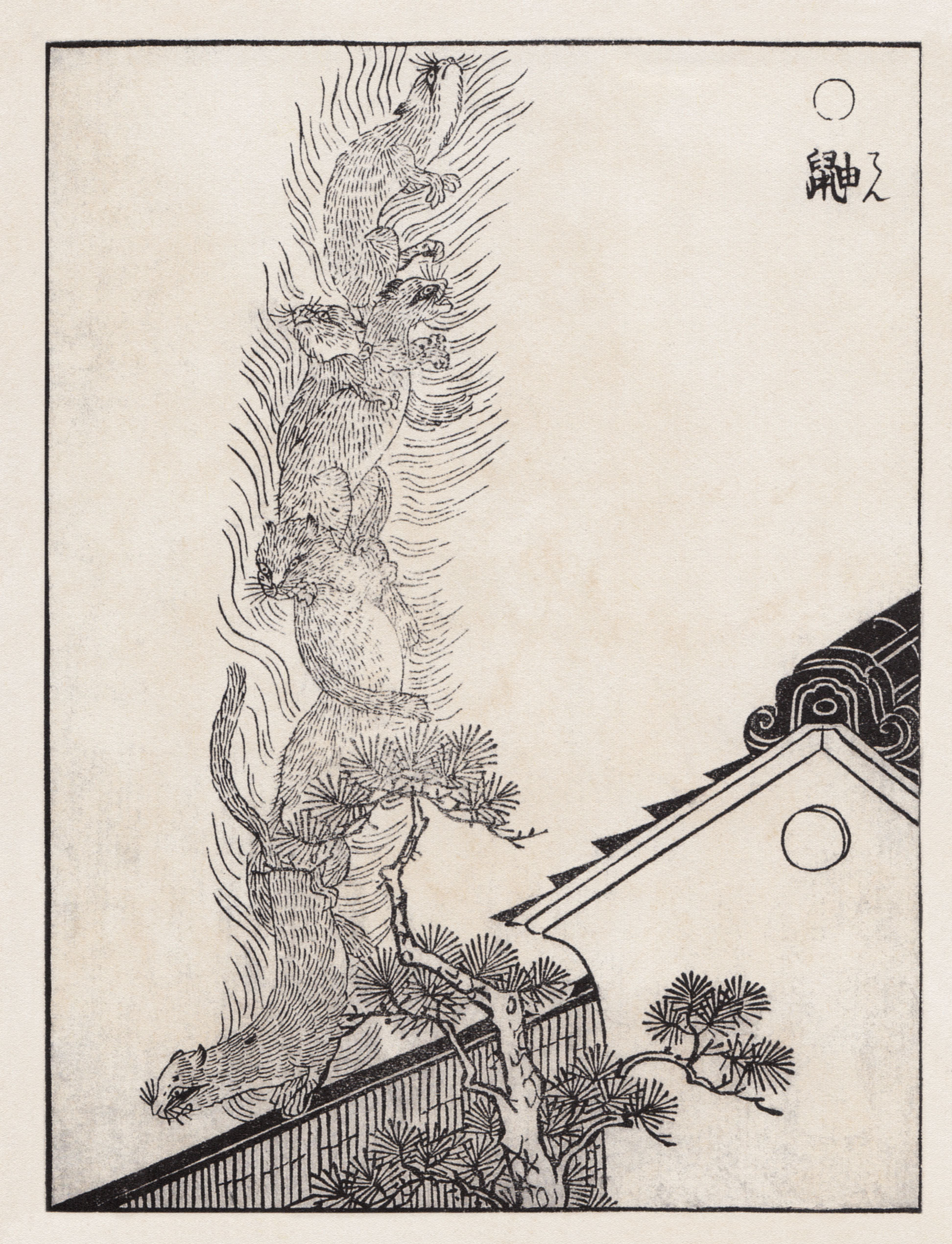
Ten, martore che formano una colonna che emette una fiamma misteriosa.
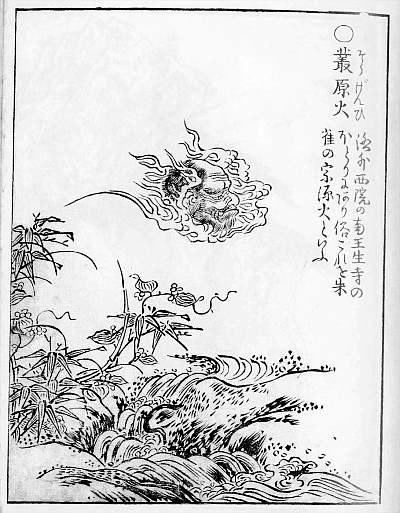
Sōgenbi, commento di Sekien: Si può trovare ad ovest di Saiin, fuori dalla capitale, vicino al tempio di Mibudera. Volgarmente è chiamato Sōgenbi di Suzaku. Ciò è basato su una leggenda di Kyōto su un monaco che rubò una lampada ad olio.
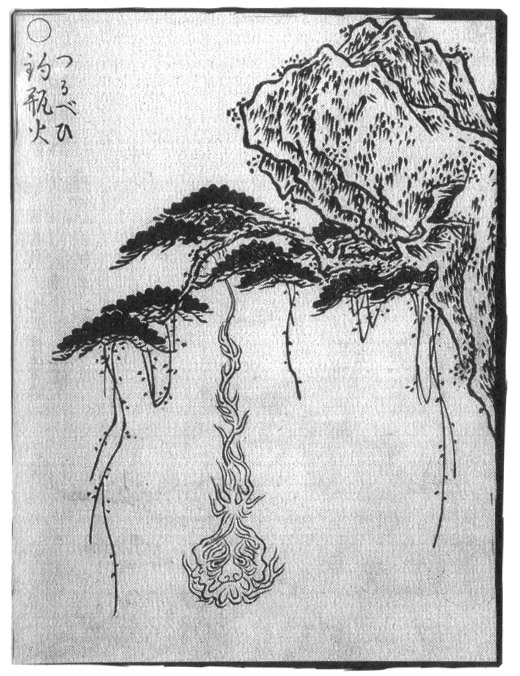
Tsurubebi è una palla di fuoco che cade da un albero. Può essere comparata allo tsurube-otoshi.
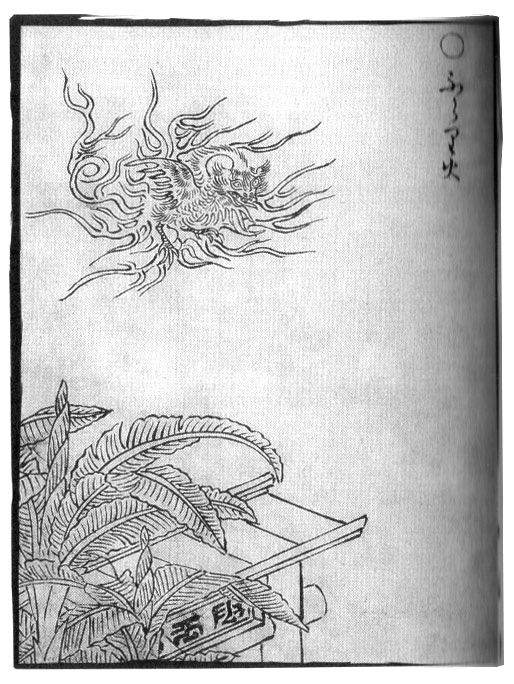
Furaribi significa fiamma errante
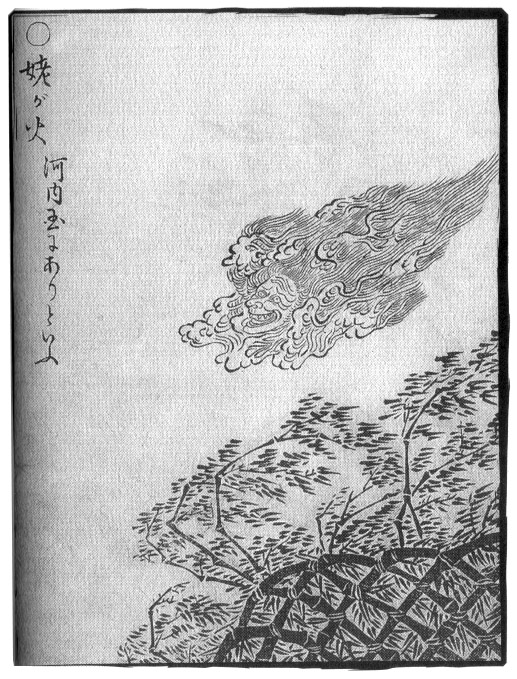
Ubagabi, commento di Sekien: si disse che appare nella Provincia di Kawachi. Questa immagine condivide il suo nome con una vera leggenda di Kyōto.
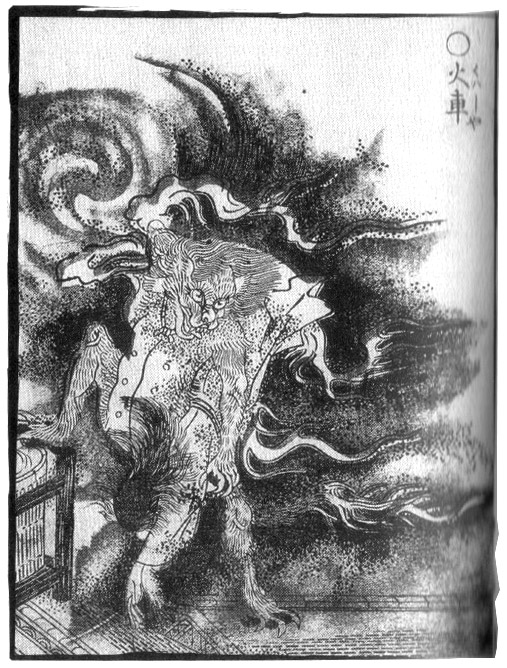
Kasha è un mostro felino che ruba i cadaveri durante i funerali.
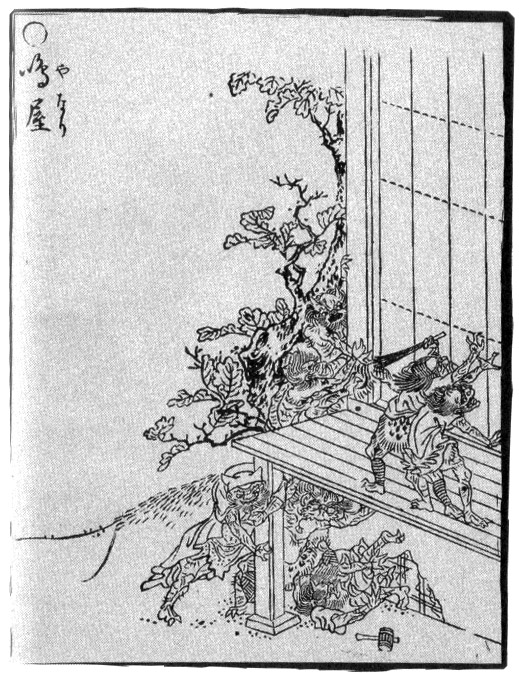
Yanari si riferisce al crepitio delle vecchie case, che sarebbe colpa di questi piccoli demoni.
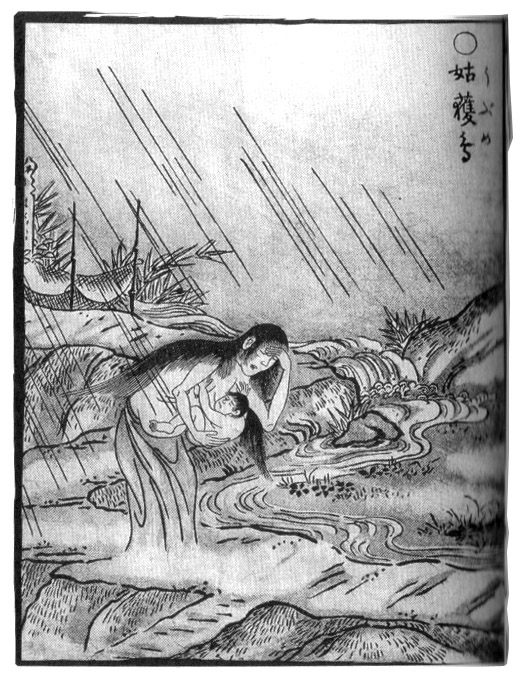
Ubume è il fantasma di una donna incinta che appare portando il suo bambino nei pressi di un corso d'acqua.
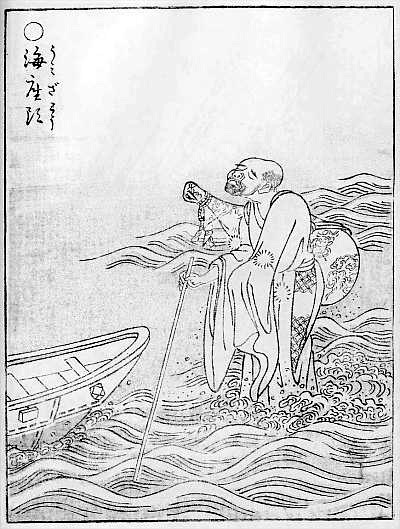
Umi zatō è un cieco che cammina sulla superficie del mare.
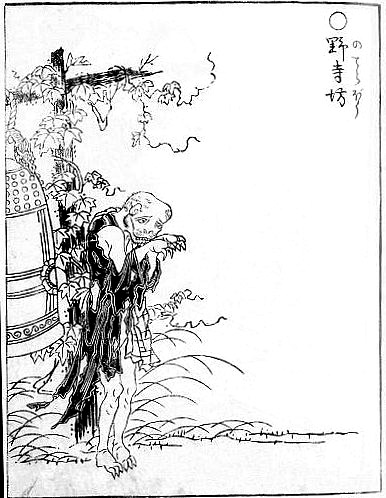
Noderabō è una strana creatura che vive vicino alle campane dei templi.
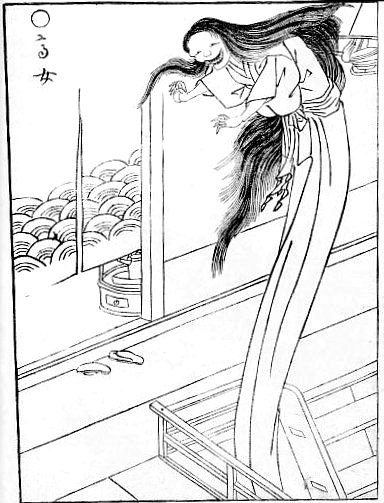
Takaonna (grande donna) è un mostro femminile che si allunga per guardare al secondo piano di una casa.
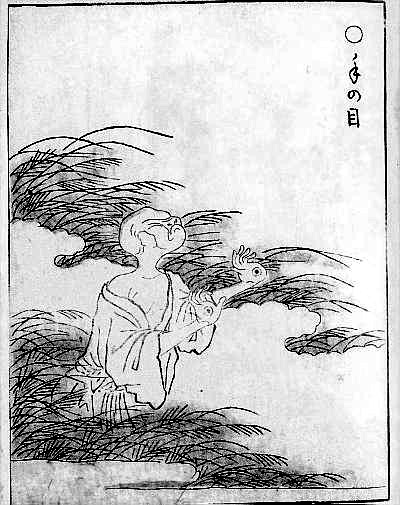
Tenome è una creatura con i propri occhi sul palmo delle mani.
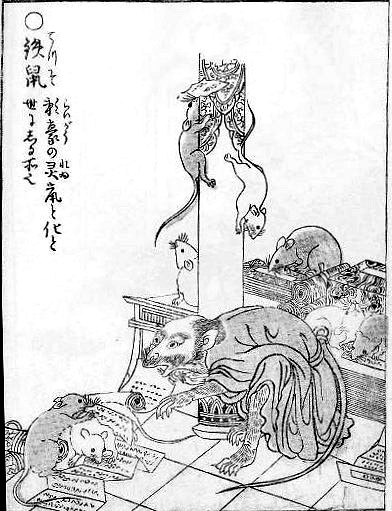
Tesso. commento di Sekien: Raigō diventa un ratto spirito e si lancia nel mondo (、也。?). Raigō Anjari è un prete del Mii-dera disprezzato dall'Imperatore in favore di Enryaku-ji e, secondo la leggenda, egli divenne uno sciame di ratti che seminò il caos nel tempio rivale.
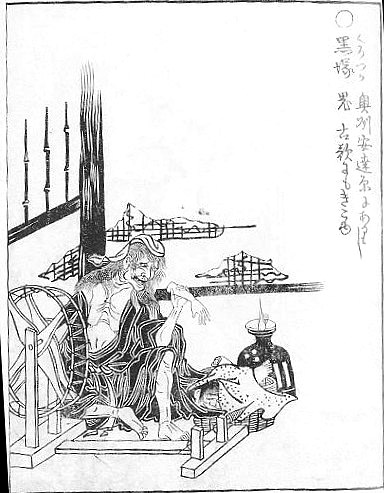
Kurozuka è la tristemente famosa strega cannibale di Adachigaharaa.
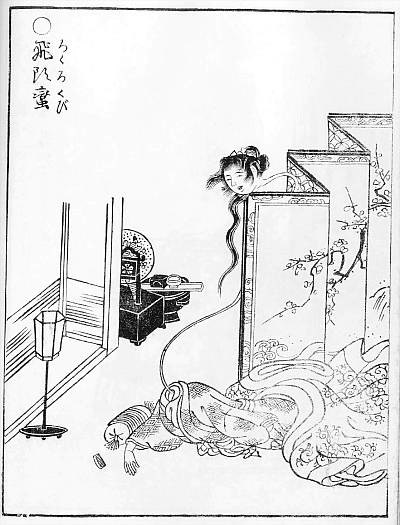
Rokurokubi (飛頭蛮?) è una donna il cui collo di notte si allunga a dismisura.
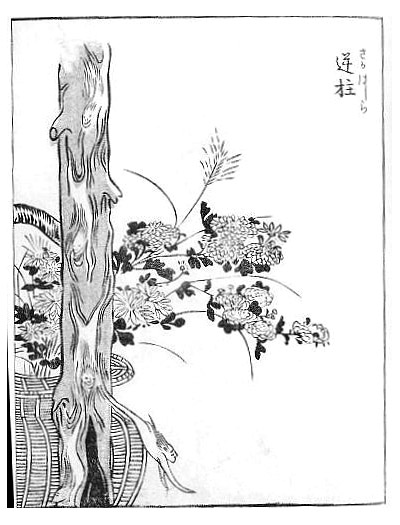
Sakabashira (逆柱?) è un pilastro montato al contrario in modo che la casa che regge sia infestata.
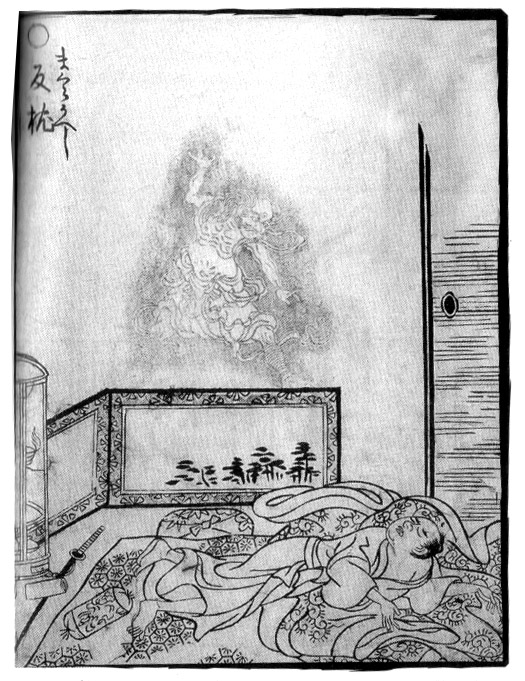
Makuragaeshi (反枕?) è un perfido spirito che appare mentre si dorme.
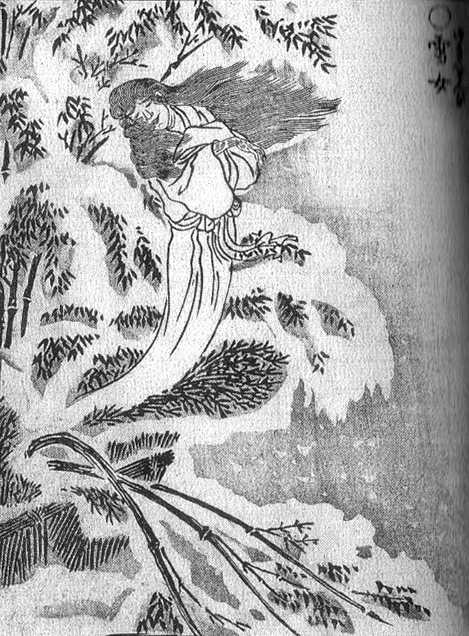
Yuki-onna è un pallido spirito femminile che appare nella neve ed assidera le persone col suo soffio glelido.
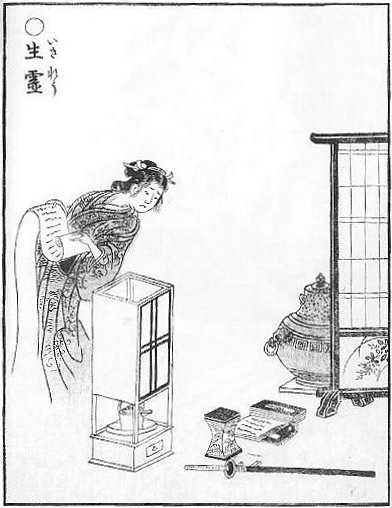
Ikiryō è un fantasma vivente, cioè lo spirito di una persona viva che si stacca dal corpo. Appartiene spesso a persone molto gelose od in coma.
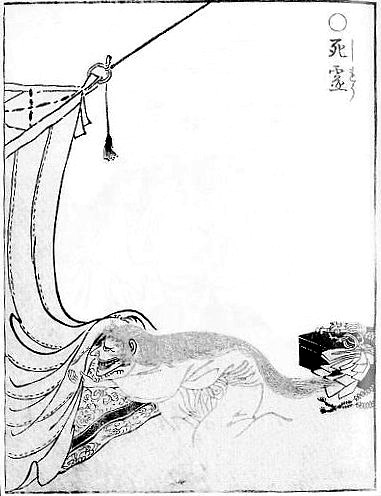
Shiryō (死霊?) è lo spirito di una persona morta.
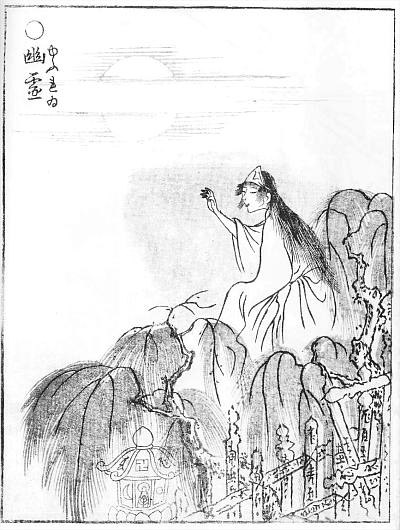
Yūrei è un normale fantasma.

### Terzo volume
Il terzo volume (風) del Gazu hyakki yagyō comprende le seguenti creature:

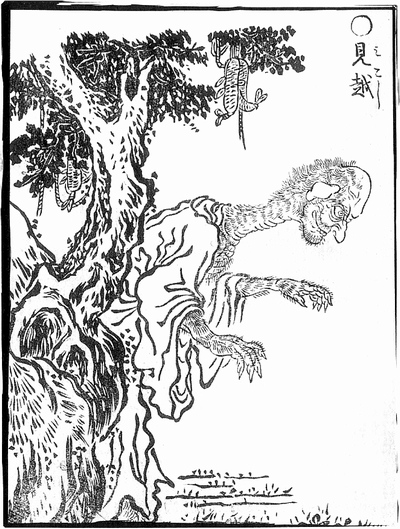
Mikoshi, o Mikoshi-nyūdō (見越?) è una creatura dal lungo collo che cresce in continuazione.
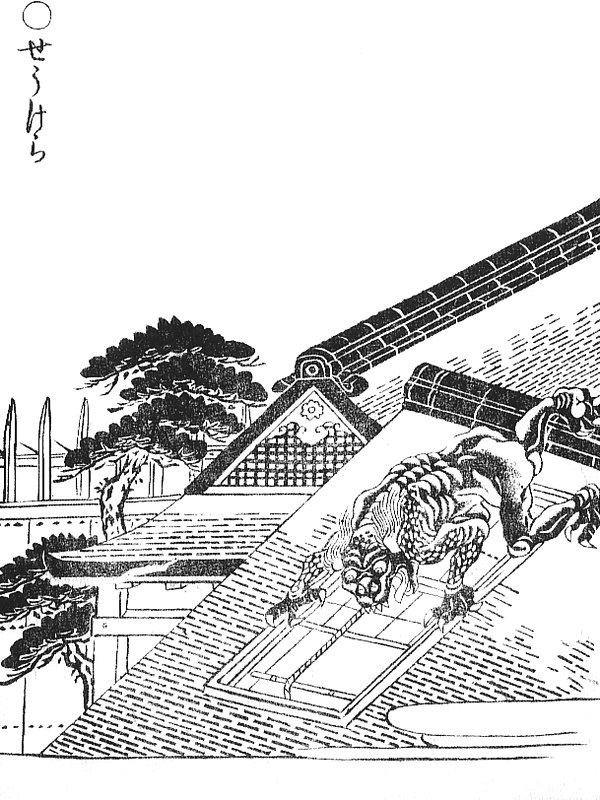
Shōkera (しょうけら?) è una creatura che guarda dentro le finestre delle vecchie case.
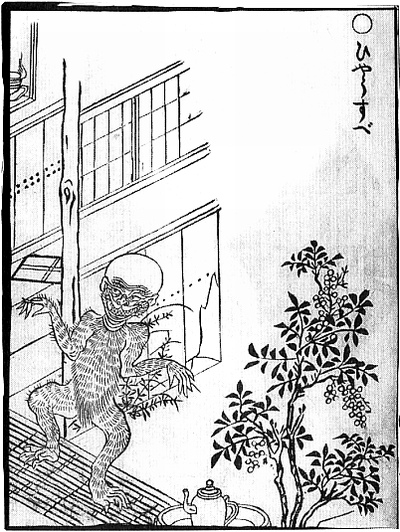
Hyōsube (ひょうすべ?) è una creatura apparentemente simile ad una scimmia o ad un kappa.<ref(JA) Hyōsube, su park.org.</ref>
- Waira (わいら?) è una grossa bestia che vive sulle montagne e di cui si sanno poche cose.[13]
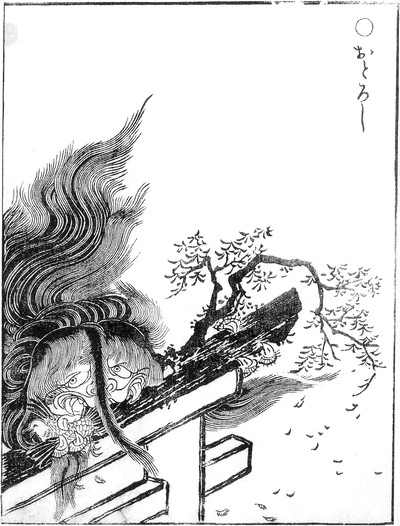
Otoroshi (おとろし?) è una creatura pelosa che siede sopra un torii e crede di essere il guardiano di un santuario.
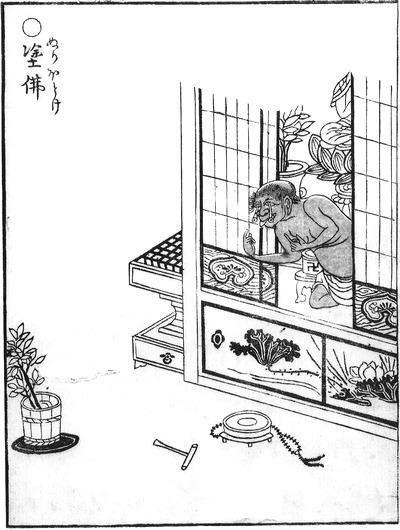
Nuribotoke (塗仏?) è un cadavere animato colla carne annerita e gli occhi penzolanti.
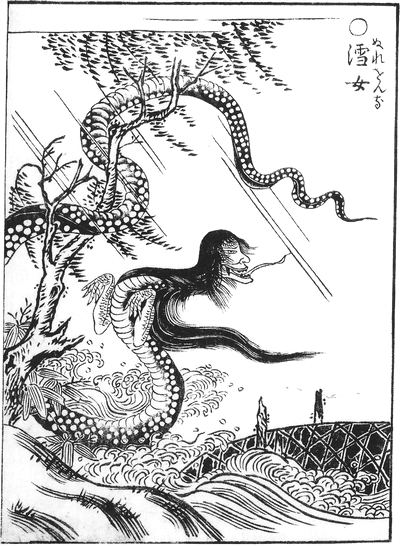
Nure-onna (濡れ女?) è un mostro dalle sembianze di una donna-serpente che appare sulle rive dei fiumi.
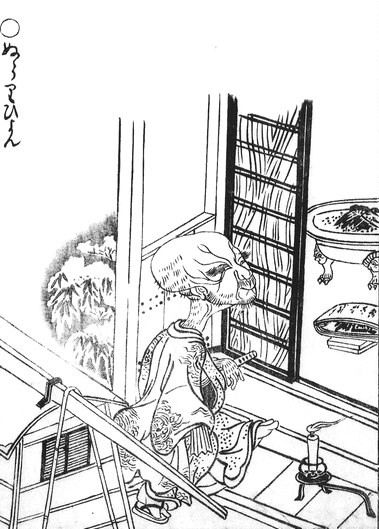
Nurarihyon (ぬらりひょん?) è uno strano personaggio che s'intrufola nelle case durante le serate impegnate.
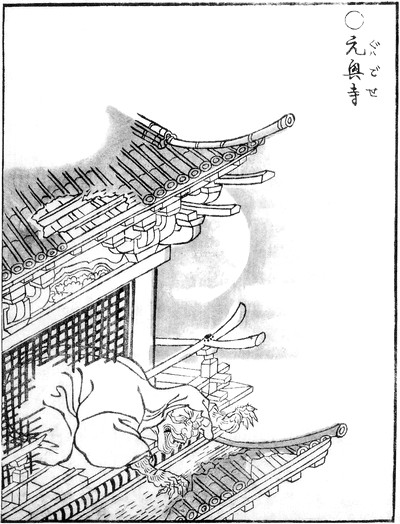
Gagoze (元興寺?) è il demone che attaccò i giovani sacerdoti del tempio Gangō-ji.
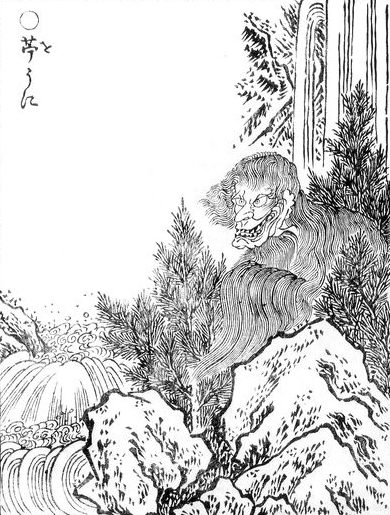
Ōni (苧うに?) è una vecchia megera coperta da lunghi capelli.
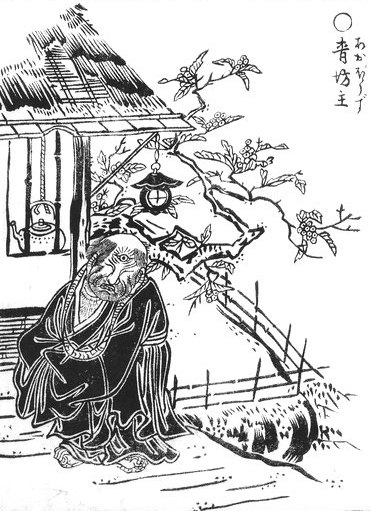
Aobōzu (青坊主?) è il monaco verde che rapisce i bambini.
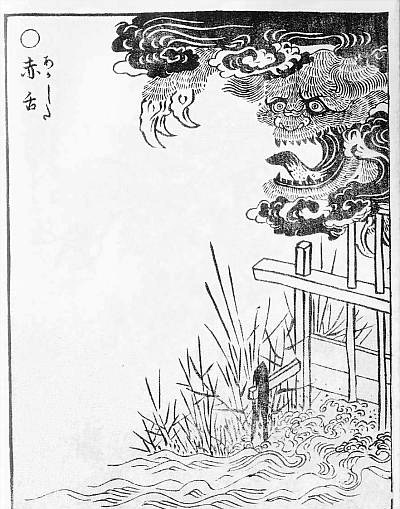
Akashita (赤舌?) è un demone che si protende da una nuvola nera sopra una diga.
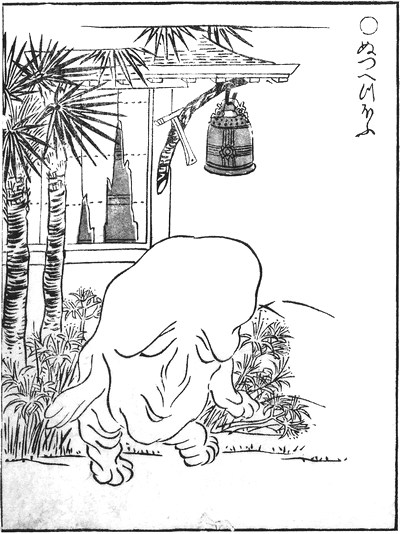
Nuppeppō (ぬっぺっぽう, ぬっぺふほふ?) è un grumo di carne umana in decomposizione animato.
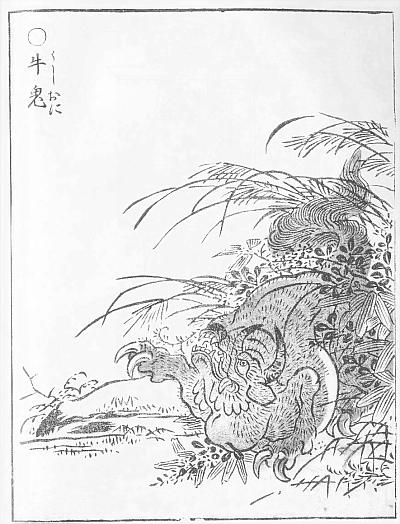
Ushioni (牛鬼?) è un mostro particolare con la testa di bue.
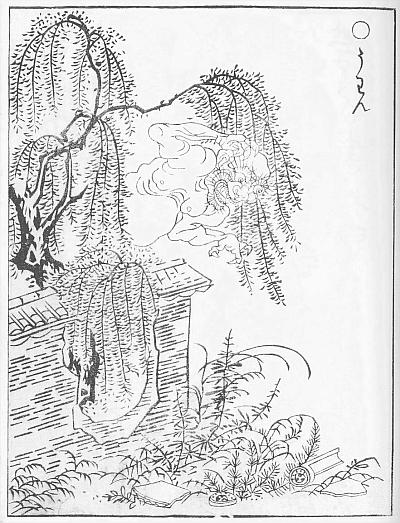
Uwan (うわん?) è uno spirito composto solo da suono che spaventa le persone con gridi ed urla.